# Matthias (HRR)

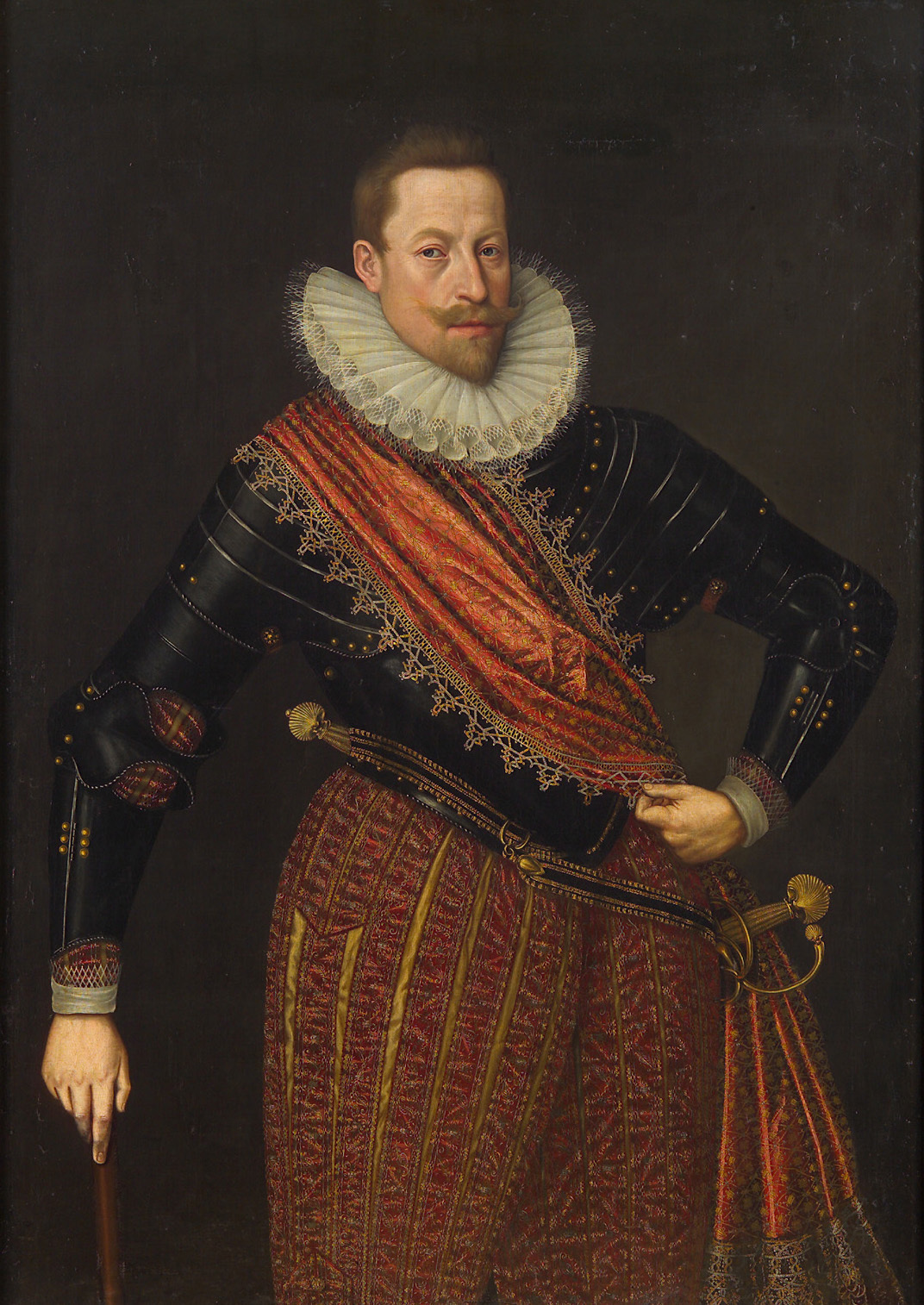
Kaiser Matthias

Matthias (* 24. Februar 1557 in Wien; † 20. März 1619 ebenda) war ein Habsburger Herrscher. Er war Erzherzog von Österreich, 1612–1619 Kaiser des Heiligen Römischen Reiches und bereits seit 1608 König von Ungarn (als Mátyás II.) und Kroatien (als Matija II.), seit 1611 auch König von Böhmen (gleichfalls als Matyáš II.). Sein Wahlspruch war Concordia lumine maior („Eintracht ist stärker als Licht“).
Er spielte eine maßgebliche Rolle bei der innerfamiliären Opposition der Habsburger gegen seinen Bruder Kaiser Rudolf. Nach dem Gewinn der Macht zeigte er wenig eigene politische Initiative. Den Kurs der Politik bestimmte bis zu seinem Sturz Kardinal Khlesl. Mit dem böhmischen Aufstand begann in der Schlussphase der Herrschaft von Matthias der Dreißigjährige Krieg.

## Leben

### Herkunft
Matthias war der vierte Sohn des Kaisers Maximilian II. und der Maria von Spanien. Seine Brüder waren Rudolf (der spätere Kaiser), Ernst von Österreich (Statthalter in den Niederlanden), Maximilian (Hochmeister des Deutschen Ordens), Albrecht (Erzbischof von Toledo, später Statthalter der Niederlande) und Wenzel (Großprior des Johanniterordens in Kastilien). Außerdem hatte er sechs Schwestern. Durch die Heirat seiner Schwester Anna war er mit Philipp II. von Spanien und über Elisabeth mit König Karl IX. von Frankreich verschwägert.
Über seine Erziehung ist so gut wie nichts bekannt. Einer seiner Lehrer war der Orientreisende und Polyhistor Ogier Ghislain de Busbecq. Da die väterlichen Besitzungen vollständig an Rudolf übergingen, wurden seine Brüder – so auch Matthias – mit Geldrenten abgefunden, bekamen kirchliche oder staatliche Stellen zugewiesen.

### Statthalter in den Niederlanden

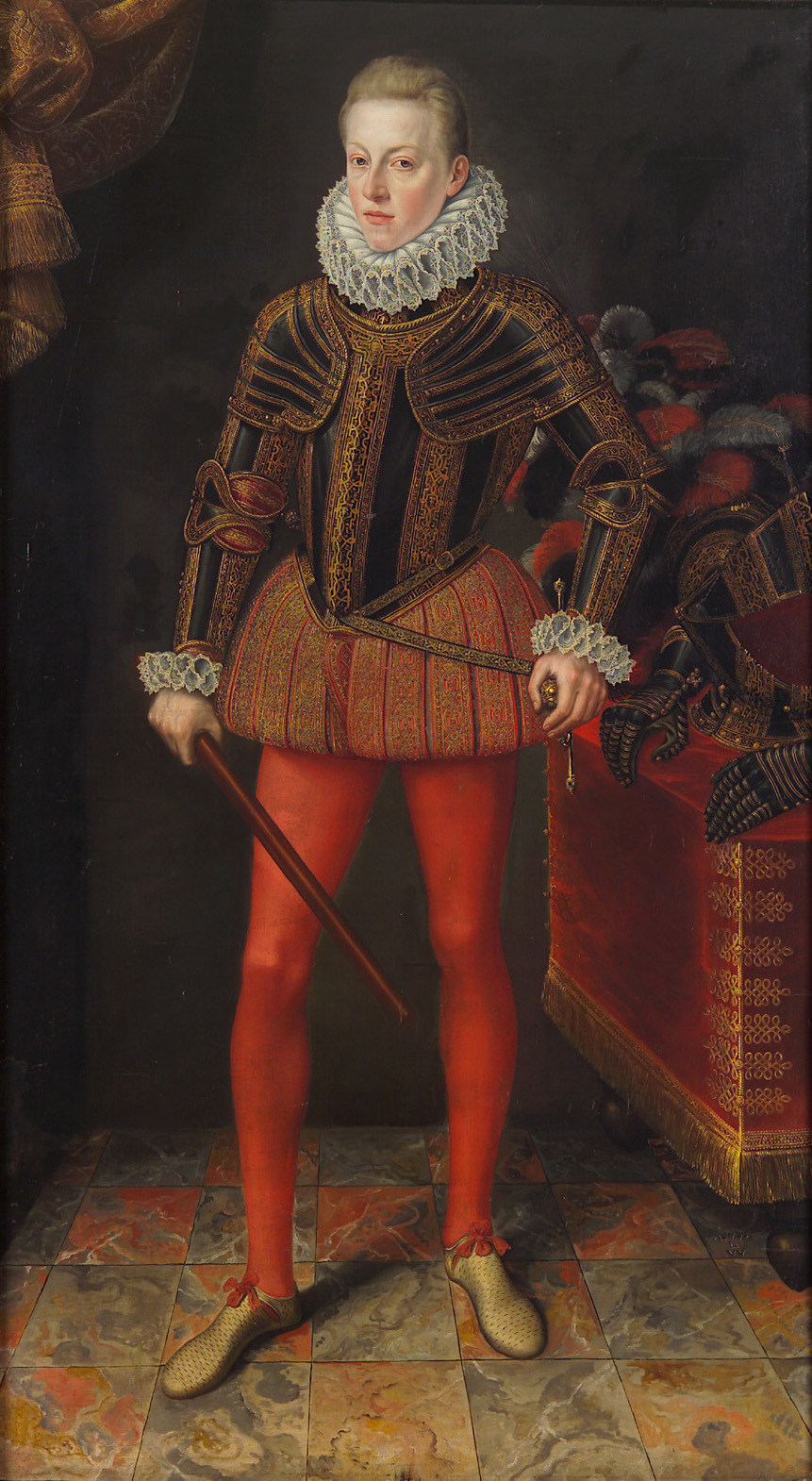
Porträt des Erzherzogs Matthias, gemalt von Lucas van Valckenborch (1579)

In gewisser Weise war er politisch von seinem Vater beeinflusst. Dazu gehörte auch die antispanische Haltung und die Ablehnung der spanischen Politik in den Niederlanden. Dort versuchte Philipp II. von Spanien den Aufstand der Niederländer mit Gewalt niederzuschlagen. Matthias war auf dem Regensburger Reichstag von 1576 in Kontakt mit dem Gesandten einiger aufständischer Provinzen, Gautier von der Gracht, getreten. Philippe III. de Croÿ, Herzog von Aarschot, und andere Vertreter einer eher gemäßigten Partei kamen mit Matthias überein, Matthias gegen den Willen Philipps II. und ohne Wissen Kaiser Rudolfs II. zum Statthalter der Niederlande zu machen.
Anfang Oktober 1577 reiste Matthias in die Niederlande ab. Insgeheim hoffte er, sich in den Niederlanden eine eigene Machtbasis aufzubauen. Allerdings hatte Matthias weder die nötige politische Erfahrung noch Geschick. Hinzu kam, dass der Herzog von Aarschot verhaftet worden war. Matthias musste sich daher unter den Schutz von Wilhelm von Oranien, dem Führer der entschiedenen Spaniengegner, begeben. Damit war das Ziel eines dritten, vermittelnden Weges im Ansatz gescheitert. Matthias wurde zwar am 20. Januar 1578 de jure Statthalter, das Sagen hatten aber ein Staatsrat und Wilhelm von Oranien. Das Auseinanderdriften der katholischen südlichen und der protestantischen nördlichen Provinzen der Niederlande konnte Matthias nicht verhindern. Rudolf II. griff als Vermittler in den Konflikt ein. Auf seine Bemühungen hin kam es 1579 zum Kölner Pazifikationstag, der jedoch bald abgebrochen wurde. Damit hatte sich die Position für Matthias weiter verschlechtert. Die Niederländer stellten die Zahlungen für seinen Hofstaat ein. Das Statthalteramt legte er jedoch offiziell erst zwei Jahre später kurz vor der offiziellen Unabhängigkeitserklärung der nördlichen Niederlande nieder. Die Abreise aus Antwerpen verzögerte sich allerdings um fünf Monate, weil er solange bleiben musste, bis seine immensen Schulden bezahlt worden waren.

### Statthalter von Österreich
Er kehrte 1583 nach Österreich zurück, wo er sich mit einer kleinen Hofhaltung in Linz niederließ. Er bemühte sich mehrfach vergeblich um die Wahl zum Bischof, so in Münster, Lüttich oder Speyer. Ebenso vergeblich waren 1586 die Verhandlungen um die Nachfolge des polnischen Königs Stefan Báthory. Auch bewarb er sich um die Regentschaft in Tirol und den Vorlanden. Erst als sein Bruder Ernst 1593 (Antritt 1594) spanischer Generalstatthalter in den Niederlanden wurde, bekam Matthias die Statthalterschaft in Österreich.
Er war sofort konfrontiert mit der energischen Interessenvertretung der mehrheitlich protestantischen Stände gegenüber dem Statthalter. Die Probleme verschärften sich noch durch die hohen Abgaben und die Truppenaushebungen infolge des Langen Türkenkrieges. In den Jahren 1595 und 1597 kam es zu Aufständen der Bauern in Nieder- und Oberösterreich. Während die Bauern ihre Hoffnungen auf Verhandlungen mit dem Kaiser setzten, ging Matthias mit Söldnertruppen gewaltsam gegen die Aufständischen vor.
Nach der Niederschlagung des Aufstandes begann sich Matthias’ Haltung in Hinblick auf die Religionsfrage zu verändern. Hatte es zuvor auch Protestanten an seinem Hof gegeben, ging er nunmehr auf einen strikt gegenreformatorischen Kurs. Sein Kanzler war seit 1599 Melchior Khlesl, Bischofsadminstrator von Wiener Neustadt, ein wesentlicher Förderer der Gegenreformation. Vor allem dieser drängte Matthias zu einem schärferen Kurs gegenüber den Protestanten. Der Kaiser ernannte ihn 1594/95 und noch einmal 1598/1600 zum nominellen Oberbefehlshaber im Türkenkrieg und zu seinem Vertreter gegenüber dem ungarischen Reichstag.

### Bruderzwist im Haus Habsburg

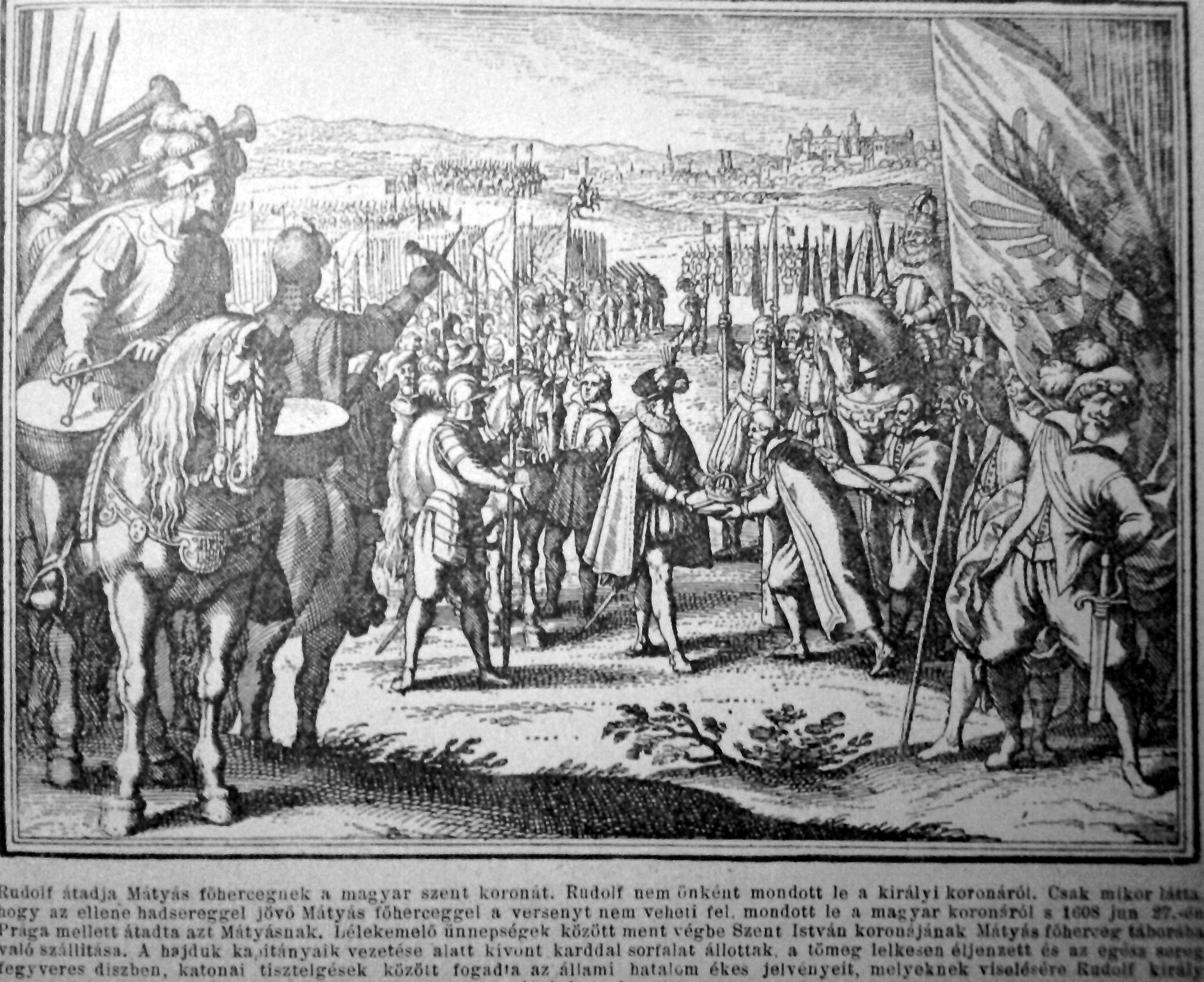
Zusammentreffen von Kaiser Rudolf und Erzherzog Matthias 1608 in der Nähe von Prag

Erzherzog Matthias um 1580

Unter den Angehörigen des Hauses Habsburg beobachtete man mit Sorge die zunehmenden psychischen Probleme des Kaisers Rudolf II. Nach dem Tod von Ernst 1595 stand Matthias an der Spitze der Erzherzöge. Er drängte den Kaiser, der ohne legitime Nachkommen war, ab 1599 mehrfach vergeblich, die Nachfolge zu regeln. Damit zog sich Matthias dessen Ablehnung zu. Die Situation verschärfte sich, als es 1604 zum Aufstand in Ungarn unter Stephan Bocskai kam. Matthias selbst scheute zunächst vor einer Auseinandersetzung mit dem Kaiser zurück. Bischof Khlesl und andere drängten ihn dazu, den Konflikt der Familie Habsburg gegen Rudolf II. zu leiten. Im November 1600 kam in Schottwien ein Vertrag zwischen den Erzherzögen Matthias und Maximilian sowie Ferdinand gegen den Kaiser zustande. Im Jahr 1606 erklärten die Erzherzöge den Kaiser für geisteskrank (Urkunde vom 25. April 1606), setzten Matthias als Familienoberhaupt ein und begannen die Absetzung Rudolfs zu betreiben. Es war dann auch Matthias und nicht der Kaiser, der 1606 den Frieden von Zsitvatorok mit den Osmanen schloss und den Konflikt in Ungarn auch durch Zusicherung der freien Religionsausübung beendete. Rudolf versuchte vergeblich, die Verträge zu hintertreiben. Er sah sich sogar gezwungen, Matthias die Position eines Statthalters in Ungarn zu übertragen.
In Ungarn trat die Unruhe wieder hervor, und auch in Mähren und in Österreich begannen die Stände aufzubegehren. Matthias versuchte, diese Opposition für sich im Machtkampf mit dem Kaiser zu nutzen. Im Jahr 1608 verband er sich in Preßburg mit dem aufständischen ungarischen Reichstag und den nieder- und oberösterreichischen Ständen. Später kam noch Mähren hinzu. Im April 1608 marschierte Matthias auf Prag. Da es allerdings nicht gelungen war, die böhmischen Stände zu gewinnen, schloss er am 25. Juni 1608 den Vertrag von Lieben mit dem Kaiser. Dabei kam es zur Aufteilung der Macht: Rudolf behielt Böhmen, Schlesien und die Lausitz; Matthias erhielt Ungarn, Österreich und Mähren.
Die Übernahme der Macht verlief nicht reibungslos. Das übliche Verfahren einer Huldigung in den österreichischen Ländern war, dass der neue Landesherr zunächst die Privilegien der Stände garantierte, ehe diese ihm offiziell huldigten. Matthias versuchte die Reihenfolge umzukehren, was zum Huldigungsstreit mit den mehrheitlich protestantischen Ständen führte. Die Adeligen bildeten daraufhin nach polnischem Vorbild eine Konföderation namens Horner Bund und huldigten nur gegen Garantie ihrer Rechte. Der Horner Bund blieb auch weiter bestehen und spielte noch zu Beginn des Dreißigjährigen Krieges eine Rolle. Matthias musste auch dem österreichischen Adel die Religionsfreiheit zugestehen.
Kaiser Rudolf gab sich im Streit mit seinem Bruder nicht geschlagen. Mit dem Passauer Kriegsvolk schien er über eine militärische Macht zu verfügen. Als die nicht bezahlten Truppen 1611 in Böhmen einmarschierten, kam es zu Auseinandersetzungen, und auch die böhmischen Stände traten ins Lager von Matthias über. Rudolf verlor den Rest seiner Macht und lebte bis zu seinem Tod am 20. Januar 1612 isoliert in Prag.

### Regierungsübernahme

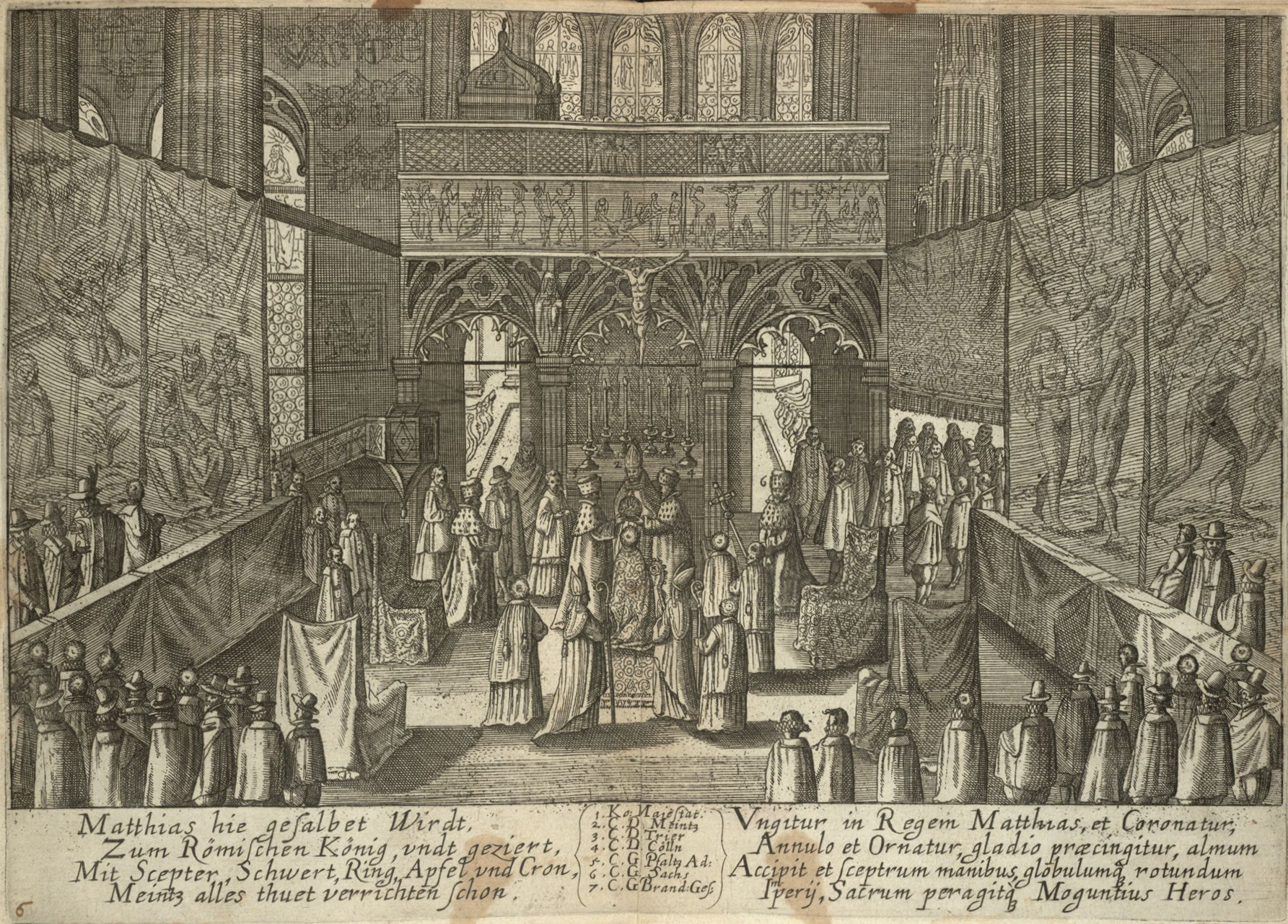
Krönung und Salbung in Frankfurt am Main

Matthias wurde am 23. Mai 1611 zum König von Böhmen gekrönt und nach dem Tod Rudolfs am 20. Januar 1612 auch zum Kaiser gewählt. Am 4. Dezember 1611 hatte er seine Cousine Anna von Tirol geheiratet, das Paar blieb kinderlos. Angeblich zeugte er mit einer unbekannten Mutter einen illegitimen Sohn namens Matthias von Österreich.
Der Hof und damit die Regierungsstellen wurden seit 1612 allmählich von Prag nach Wien verlegt. Der neue Kaiser war weniger kunstinteressiert als Rudolf, und die meisten Hofkünstler kehrten seinem Hof bald den Rücken. Eine engere Beziehung blieb zum Maler Lucas van Valckenborch. Zur Privatkrone seines Bruders Rudolf II. ließ er Szepter und Reichsapfel anfertigen. Seine Frau stiftete das Kapuzinerkloster mit der Kapuzinergruft als zukünftige Begräbnisstätte des Hauses Habsburg. Er soll den Brunnen im Gebiet des heutigen Schlosses Schönbrunn gefunden haben und durch seinen Ausruf „Ei, welch’ schöner Brunn’!“ der Namensgeber der Gegend und damit des heutigen Schlosses geworden sein.

### Regierungszeit
Die politischen Herausforderungen waren immens. Bestimmend war der sich zuspitzende Gegensatz zwischen Protestanten und Katholiken. Beim Reichstag von 1608 war erstmals kein Kompromiss zwischen den konfessionellen Lagern zustande gekommen. Es standen sich mit der katholischen Liga und der protestantischen Union zwei gegnerische Blöcke im Reich gegenüber.

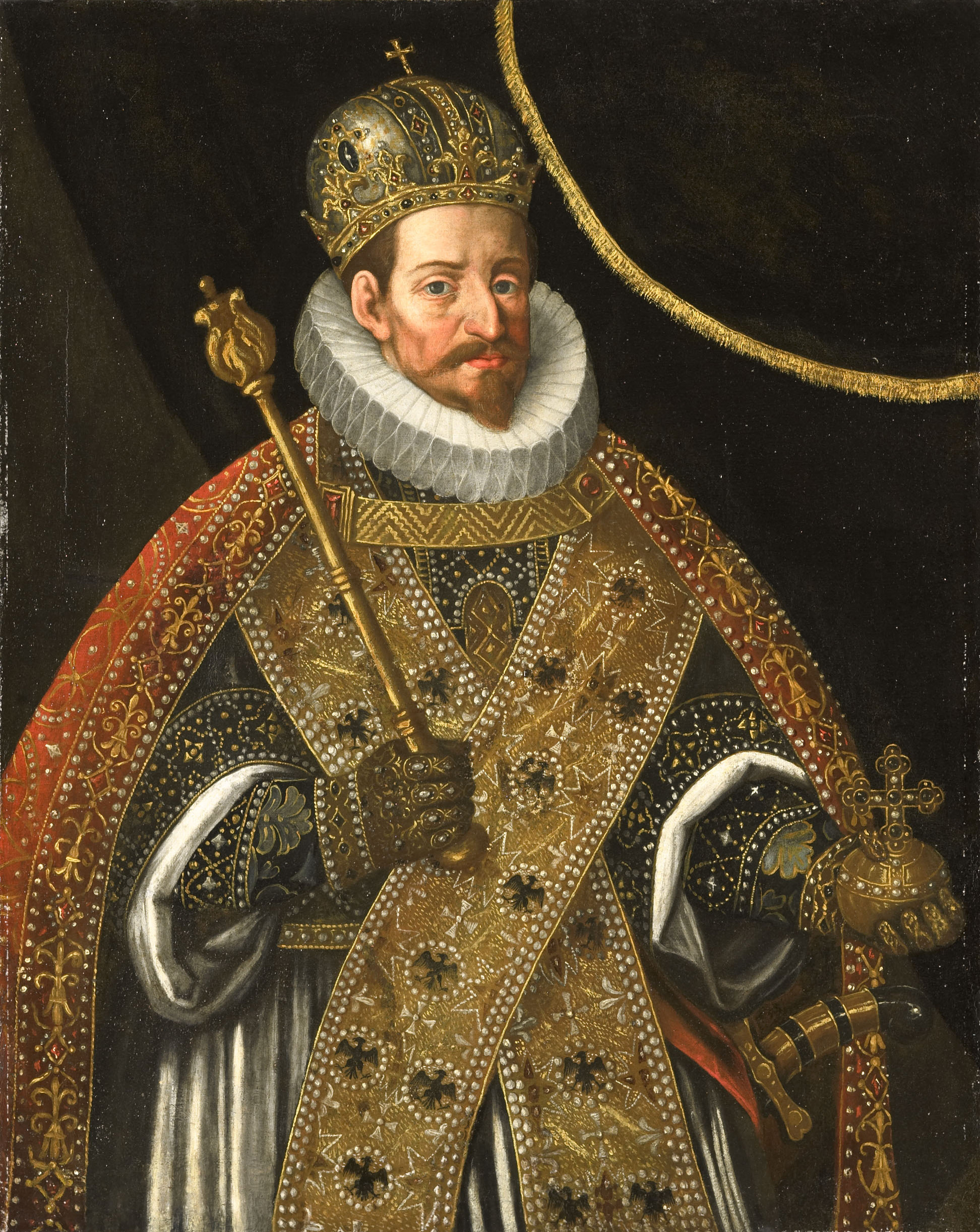
Matthias im Kaiserornat (Gemälde von Hans von Aachen)

Der neue Kaiser erwies sich allerdings als wenig aktiv. Er war schwer an Gicht erkrankt und zog die Zerstreuungen des Hoflebens den langweiligen Staatsgeschäften vor. Im Wesentlichen bestimmte Khlesl die Politik. Im Gegensatz zu den früheren Jahren, als er sich als gegenreformatorischer Eiferer hervorgetan hatte, setzte er angesichts der wachsenden Spannungen zwischen Katholiken und Protestanten im Reich auf Kompromisse („Kompositionspolitik“). Außenpolitisch kam es zu einem Bündnis mit Polen und der mehrfachen Verlängerung des Friedens mit den Osmanen. Die ausgleichende Reichspolitik Khlesls stieß am Kaiserhof auf die Opposition der strikt katholischen Kräfte wie des Reichshofratspräsidenten Johann Georg von Hohenzollern und des Reichsvizekanzlers Hans Ludwig von Ulm. Auch die katholischen Reichsstände distanzierten sich von dieser Politik. Ebenso blieben die Protestanten misstrauisch.
In seiner Regierungszeit brach 1614 der judenfeindliche Fettmilch-Aufstand in Frankfurt am Main aus. Der Aufstand wurde auf Befehl des Kaisers blutig niedergeschlagen, die Rädelsführer vor Gericht gebracht und hingerichtet. Die vertriebenen Frankfurter Juden kehrten in einer feierlichen Prozession in die Judengasse zurück. An deren Tor wurde ein Reichsadler angebracht mit der Umschrift „Römisch kaiserlicher Majestät und des heiligen Reiches Schutz“.
Wie schon zur Zeit seines Bruders Rudolf stellte sich auch bei Matthias, der keine legitimen Erben hatte, bald die Frage der Nachfolge. Wie Rudolf versuchte auch Matthias, einer Entscheidung aus dem Weg zu gehen. Seit 1612 hatten ihn die Erzherzöge sowie Spanien und der Papst vergeblich gedrängt, seinen Cousin Ferdinand zum Nachfolger vorzuschlagen. Aber erst 1617 kam es angesichts der für tödlich eingeschätzten Krankheit des Kaisers und auf Drängen des spanischen Botschafters Oñate in dem nach ihm benannten Oñate-Vertrag zu einer Einigung mit dem spanischen König Philipp III. Im Vertrag verzichteten die spanischen Habsburger auf Ansprüche in Österreich, Ungarn  und Böhmen und auch auf eine Bewerbung um die Kaiserkrone. Als Ausgleich erhielt Spanien Ländereien im Elsass und Reichslehen in Oberitalien. Daraufhin schlug Matthias Erzherzog Ferdinand als künftigen König von Böhmen vor. Tatsächlich wurde dieser noch im gleichen Jahr von den böhmischen Ständen gewählt, obwohl bekannt war, dass er als Erzherzog in seinen österreichischen Ländern die Gegenreformation betrieben hatte. Das nur schwer begreifliche Wahlverhalten der protestantischen böhmischen Stände führte dazu, dass nach der Wahl der Einfluss der Protestanten in Böhmen massiv beschnitten wurde, was den Unmut der böhmischen Stände weiter anheizte.
Von Wien aus hatte Matthias kaum die Möglichkeit, die Entwicklungen in Böhmen zu beeinflussen. Dort brach der böhmische Ständeaufstand aus, der im zweiten Prager Fenstersturz vom 23. Mai 1618 seinen symbolischen Ausdruck fand. Khlesl reagierte erneut mit Ausgleichsbemühungen. Nunmehr verlangten Erzherzog Maximilian und König Ferdinand die Ablösung Khlesls. Der Kaiser weigerte sich, worauf Maximilian und Ferdinand Khlesl festnehmen ließen. Der Kaiser sah sich schließlich gezwungen, die Absetzung seines leitenden Politikers zu akzeptieren. Matthias spielte in der Folge bis zu seinem Tod kaum noch eine Rolle.

### Bestattung
Da die Kapuzinergruft noch nicht fertiggestellt worden war, wurden er und seine Frau zunächst im Königinnenkloster beigesetzt. Erst 1633 wurden sie in die Kapuzinergruft überführt. Kaiser Matthias gehört zu jenen 41 Personen, die eine „Getrennte Bestattung“ mit Aufteilung ihres Körpers auf alle drei traditionellen Wiener Begräbnisstätten der Habsburger (Kaisergruft, Herzgruft, Herzogsgruft) erhielten.